# Kapelle Obersteinbach (Bad Heilbrunn)

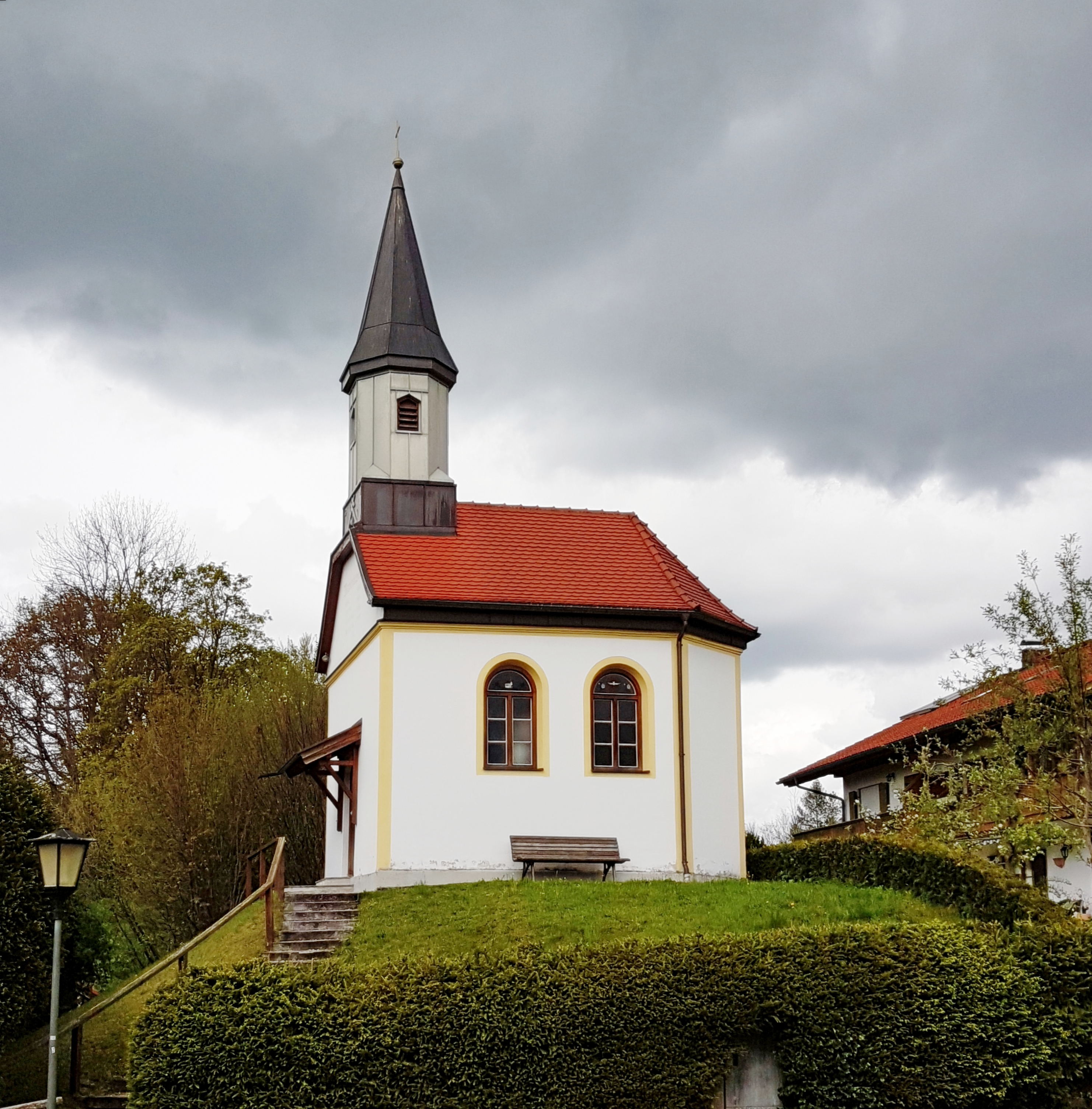
Kapelle in Obersteinbach

Die katholische Kapelle Mariä Empfängnis in Obersteinbach, einem Ortsteil der Gemeinde Bad Heilbrunn im oberbayerischen Landkreis Bad Tölz-Wolfratshausen, wurde 1890 errichtet. Die Kapelle an der Dorfstraße 5, erhöht gelegen am östlichen Ortsrand, ist ein geschütztes Baudenkmal. Sie gehört zur Pfarrei St. Benedikt Benediktbeuern im Dekanat Benediktbeuern des Bistums Augsburg.
Der schlichte Saalbau ist dreiseitig geschlossen. Der Dachreiter, der aus dem Jahr 1909 stammt, wird von einem Oktogon mit Spitzhelm abgeschlossen. Am quadratischen Unterbau sind Kreuz, Anker und Herz als Symbole der göttlichen Tugenden zu sehen. 

## Ausstattung
Von der Ausstattung sind erwähnenswert: Neuromanischer Altar mit Kreuz aus dem 18. Jahrhundert und Holzskulptur des Erzengels Michael als Seelenwäger (um 1700).